# أمينوببتيداز
أمينوببتيداز (بالإنجليزية: Aminopeptidase) هي إنزيمات تساعد على تكسير (فصم) حمض أميني من النهاية الأمينية. وتوجد إنزيمات أمينوببتيداز في جميع الكائنات الحية . ووجد منها حتى الآن نحو 20 نوعاً في الإنسان. وظيفتها العمل على تكوين البروتين مثلا في العضلات ، وخلال العمليات الحيوية في جسم الإنسان تنظيم مقادير الهرمونات في الجسم ، كما تساعد على هضم البروتينات في الأمعاء.

مثال : تتراببتيد مثل (الببتيد الرباعي) (Val-Gly-نغر-Ala) له α-حمض أميني ذو طرف N معلم بالأخضر (في المثال :) فهو يتحلل بالماء في وجود الإنزيم الخاص Valin ، فإن L-Valin ينفصل عند النهاية التي يوجد فيها الطرف N. ويتبقى الببتيد الثلاثي (تريببتيد) Gly–Ser–Ala.

تنتمي أمينوببتيداز إلى مجموعة الببتيدازات الخارجية - أي أنها إنزيمات تقسم البروتين (أو تقسم الزلال) - وهي تقسم البروتينات عند أخر رابطة ببتيدية في آخرها . وفي معظم الأحوال تنتمي أمينوببتيداز إلى مجموعة الإنزيمات المعدنية Metalloproteasen .
توجد لجميع الأحماض الأمينية إنزيمات أمينوببتيداز مختلفة خصوصية ، تهاجم الطرف N الأخير في جزيء بروتين وتفصله . الكثير من تلك الإنزيمات تكون ثابتة على غشاء الخلية ومرتبطة بها.

## تفاعلات تحفيز

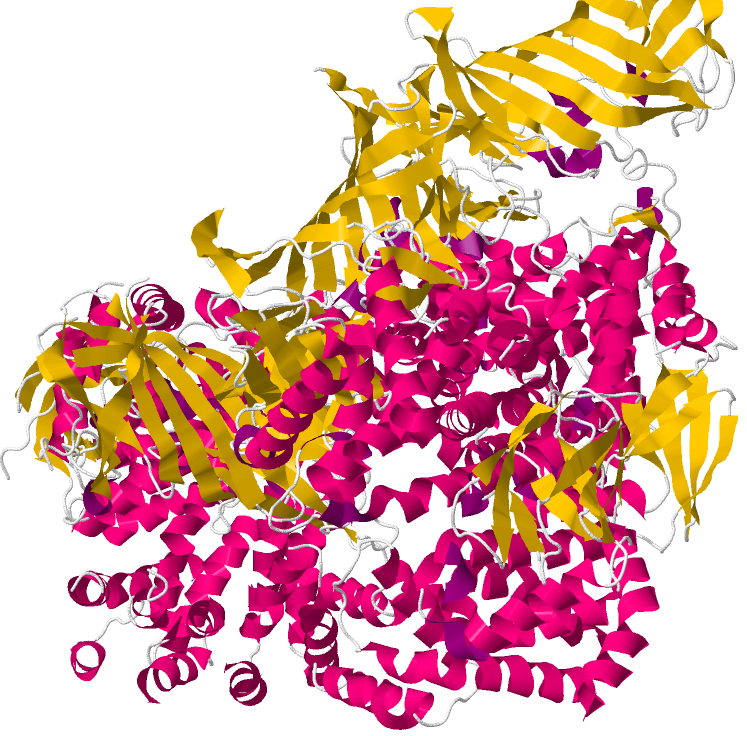
التركيب البلوري لأمينو ببتيداز 1 Aminopeptidase من الإنسان.

تحلل إنزيمات الببتيداز البروتينات خلال تحليل مائي (حلمهة) يحدث للرابطة الببتيدية. و بينما ينقسم بروتين بواسطة ببتيداز داخلي من وسطه ، تحلل الببتيدازات الخارجية جزيئات البروتين عند طرف الجزيء. وتهاجم إنزيمات أمينوببتيداز بصفة خاصة الطرف N أو النهايات الأمينية لبروتين (ببتيد) وتفك جزيء حمض أميني واحد ( مثل Aminoacyl-Peptidhydrolasen و Iminoacyl-Peptidhydrolasen).

## اقرأ أيضا
- عمر النصف الحيوي
- بروتين
- بروتين اندماجي
- طرف أميني
- كربوكسي ببتيداز